# برونو فون هاوينسشيلد
 برونو ريتر فون هاوينسشيلد  (بالألمانية: Bruno von Hauenschild) (9 يونيو 1896 - 10 مارس 1953)، قائد عسكري ألماني شارك في الحربين العالمية الأولى والثانية.
ولد هاوينسشيلد في فورتسبورغ عام 1896، وبعد وقت قصير من دخول ألمانيا الحرب العالمية الأولى، التحق هاوينسشيلد بالفوج الحادي عشر مدفعية ميدانية. ولإنجازاته في الحرب العالمية الأولى، منح «قلادة جوزيف ماكس العسكرية»، وبالتالي حصل على لقب ريتر، كما أضيف لقب فون إلى اسمه.
وفي الحرب العالمية الثانية، حصل الكولونيل هاوينسشيلد على صليب الفارس الحديدي في 25 أغسطس 1941، لقيادة الناجحة للواء الدبابات الرابع. وبين 15 أبريل - 12 سبتمبر 1942، تولى الجنرال ريتر فون هاوينسشيلد قيادة الفرقة الرابعة والعشرين المدرعة. وفي عام 1943، أصبح ريتر فون هاوينسشيلد قائدًا مدارس القوات المدرعة.

## الدفاع عن برلين
في 26 يناير 1945، تولى ريتر فون هاوينسشيلد قيادة المنطقة العسكرية الثالثة ومقرها برلين، وأصبح مسؤولاً عن الدفاع عن مناطق ألتمارك ونيومارك وبراندنبورغ، واستمر في قيادتها حتى 15 مارس.
ومع اقتراب السوفييت من برلين، تولى هاوينسشيلد مهمة قيادة منطقة برلين الدفاعية. ولكن قبل أن تبدأ فعليًا معركة برلين، أعفي ريتر فون هاوينسشيلد من قيادة منطقة برلين الدفاعية في 6 مارس، وحل محله الفريق هيلموت رايمان.